# Таитяне в Новой Каледонии
Таитя́не в Но́вой Каледо́нии (фр. Tahitiens de Nouvelle-Calédonie) — одно из крупнейших меньшинств Новой Каледонии, составляет 2,09 % населения территории.
Вопреки названию этой группы населения, принятому в официальной статистике и местных средствах массовой информации, она включает не только этнических таитян, но и всех представителей коренных народов Французской Полинезии — территории, состоящей из нескольких архипелагов. Это связано с тем, что Таити — наиболее известный, крупнейший и самый густонаселённый из её островов. Таким образом, помимо собственно таитян в состав этой группы обычно включаются также мангареванцы, маркизцы, туамотуанцы и тубуайцы, проживающие на территории Новой Каледонии.

## Расселение
По данным статистики за 2014 год, в Новой Каледонии проживало 5608 таитян, 5029 из них — на территории агломерации столичного города Нумеа, включающей в себя коммуны Нумеа, Дюмбеа, Ле-Мон-Дор и Паита. В коммунах Южной провинции, не входящих в состав агломерации, проживало ещё 198 таитян, во всей Северной провинции — 365, в провинции Острова Луайоте — всего 16.